# LT vz. 35

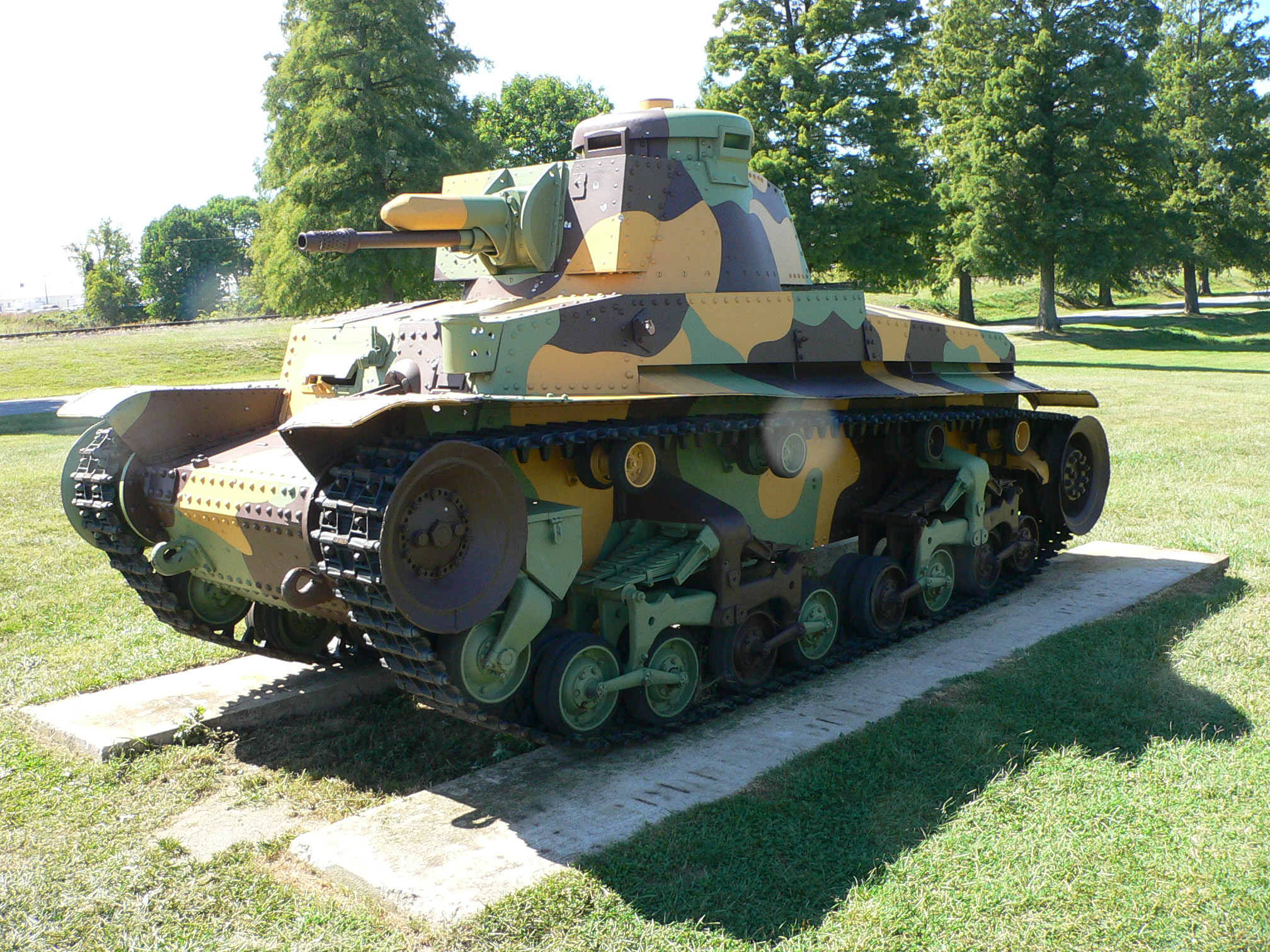
LT vz. 35 vyfotografovaný ještě v americkém United States Army Ordnance Museum v Aberdeenu. Tento stroj byl darován do ČR.

LT vz. 35 byl československý lehký tank vyvinutý firmou Škoda v polovině třicátých let 20. století. Na jeho sériové výrobě se od roku 1935 kromě firmy Škoda podílela též pražská továrna ČKD (v rámci licence). Po obsazení Československa byla značná část tanků vz. 35 převzata německou armádou. Ta jej do výzbroje zařadila pod označením Panzerkampfwagen 35(t).
Obecně byl LT vz. 35 hodnocen jako kvalitní, leč nepříliš dokonalý (zejména pro problémy s příliš komplikovaným a poruchovým podvozkem) a od roku 1939 jej Němci začali nahrazovat zástupcem další generace československých lehkých tanků – typem LT vz. 38 (v německé terminologii Pz 38(t)).
LT vz. 35 jako Pz 35(t) bojoval v řadách Wehrmachtu v Polsku a při francouzském tažení, 155 strojů se účastnilo prvních fází útoku na SSSR, zde však bylo zřejmé, že již nejsou schopny plnit své úkoly tváří v tvář technicky vyspělejším zbraním nepřítele a byly záhy staženy z první linie. Mnoho tanků PzKpfw 35(t) bylo v dalším průběhu války přestavěno na muniční vozidla a další podpůrné prostředky. Kromě Wehrmachtu byl ve druhé světové válce tento tank nasazen např. na Slovensku a v Rumunsku. Během Slovenského národního povstání bylo 12 tanků použito při stavbě pancéřových vlaků.
LT vz. 35 dokázal překonávat překážky o výšce 80 cm v případě stěn, brodů o  hloubce 90 cm a okopů šíře 200 cm.
Hlavní zbraň tanku tvořil 37 mm kanón vz. 34 (firemní označení Škoda A-3) s drážkovanou hlavní L/40 (německé značení 3,7cm KwK 34(t) L/40) se zásobou 80 nábojů. Náměr děla byl −10 stupňů až +25 stupňů. Sekundární výzbroj tvořily dva kulomety vz.35 později 37 (německé značení MG 35(t) nebo MG 37(t)) s 2 500 náboji.

## Dochované kusy
LT vz. 35 se dodnes dochoval jen v několika kusech. První kus (v Rumunsku používaný pod označením R-2) vlastní Rumunské Národní vojenské muzeum v Bukurešti. To má ve svých sbírkách také jeden kus verze R-2 TACAM, tedy R-2 přestavěný na stíhač tanků vyzbrojený kořistným ruským kanónem ZIS-3 ráže 76,2 mm. Další dva kusy se nachází v srbském Bělehradu a v Bulharsku.
Tank čísla 13.826 se dochoval zabudovaný v tankovém voze pancéřového vlaku IPV I Štefánik v Múzeu SNP v Banskej Bystrici.
Poslední a nejzachovalejší exemplář tanku LT vz. 35 byl mnoho let vystaven v americkém muzeu United States Army Ordnance Museum v Aberdeenu. Tento stroj převzala československá armáda 15. září 1937. Když byla 23. září 1938 vyhlášena mobilizace, sloužil v jižních Čechách a později na Slovensku. Po vzniku protektorátu byl převzat Wehrmachtem a na konci války ukořistěn Američany. V roce 2008 ho americké muzeum darovalo Vojenskému historickému ústavu. Tank prošel generální rekonstrukcí a byl v roce 2011 uveden do provozuschopného stavu.

### Reference

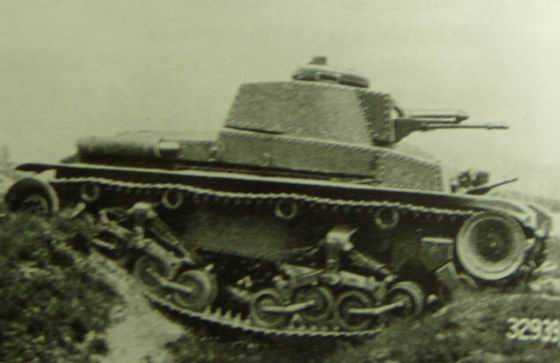
Československý tank LT vz. 35

### Externí odkazy

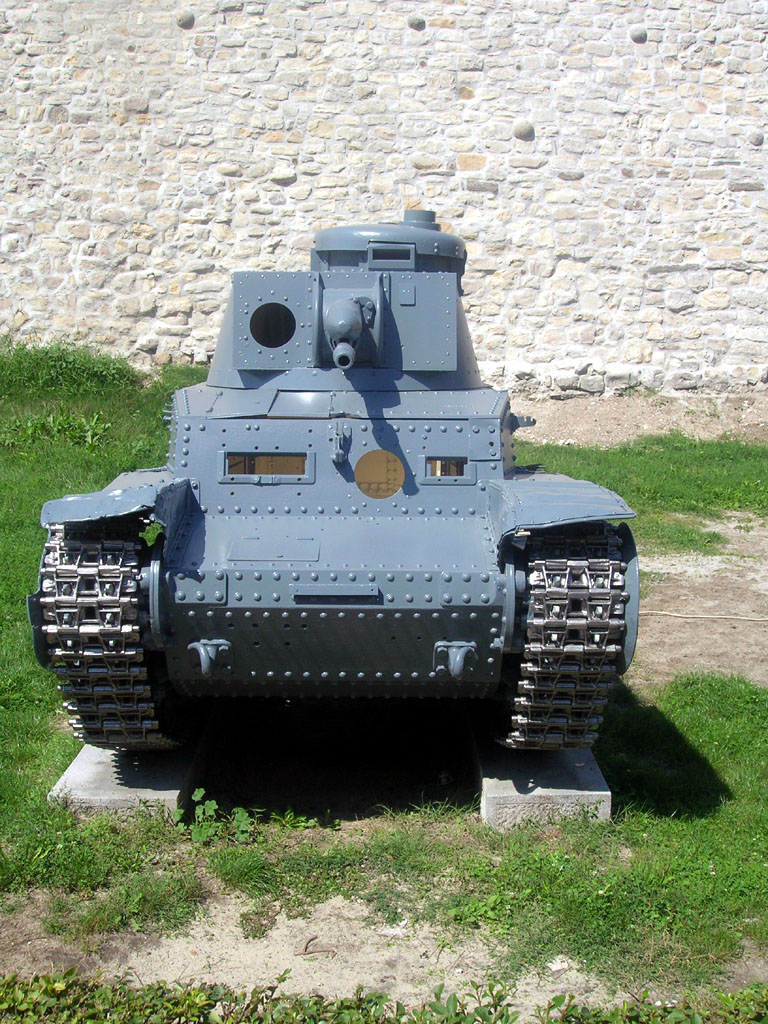
Pz 35(t) v Bělehradském vojenském muzeu s chybějícími lafetami pro kulomety vz.37

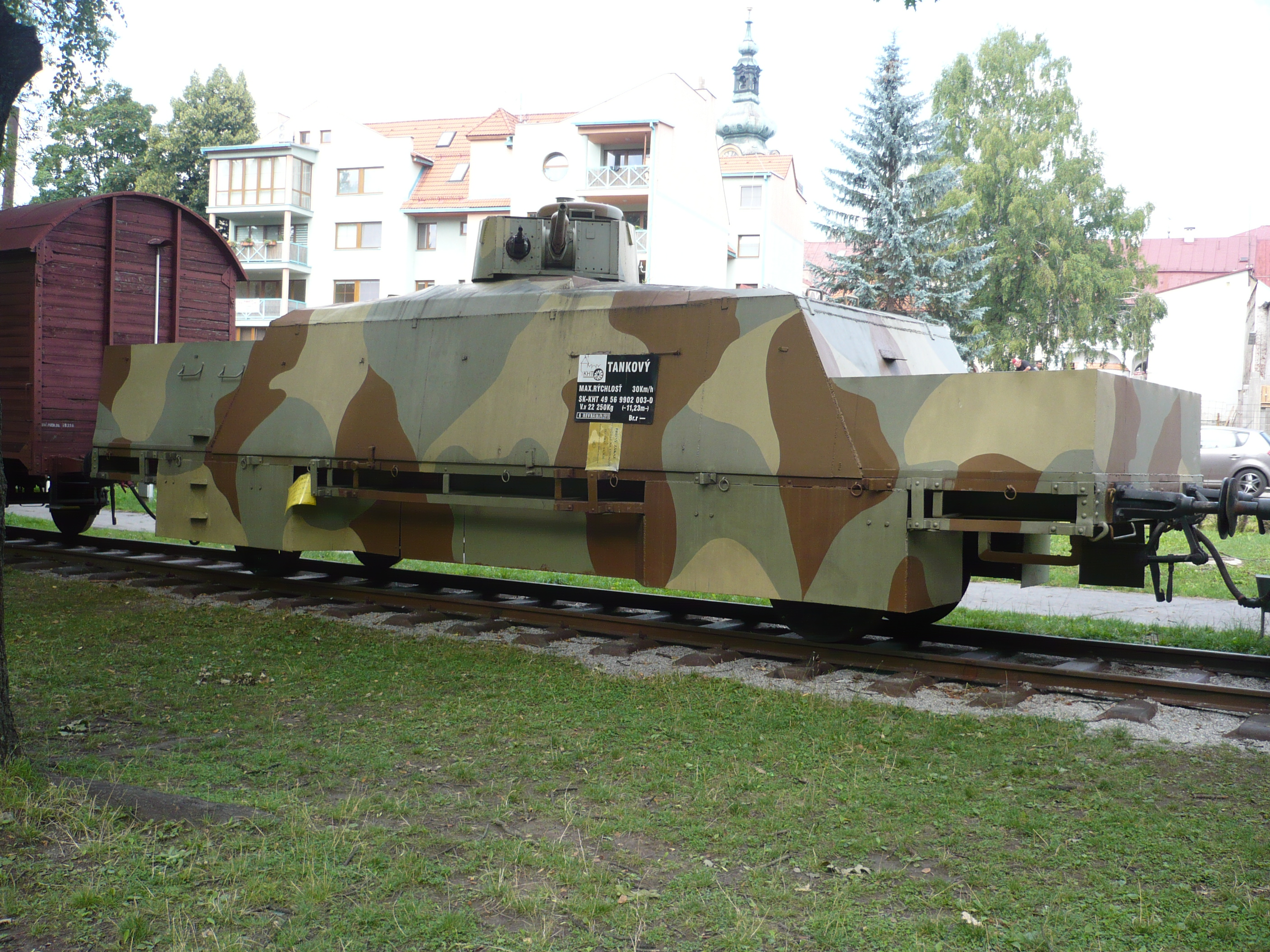
Tankový vůz pancéřového vlaku IPV I Štefánik se zabudovaným tankem LT vz. 35 v Múzeu SNP v Banskej Bystrici